# Шугайлово (Смоленская область)
Шугайлово — деревня в Смоленской области России, в Демидовском районе. Население — 11 жителей (2007 год). Расположена в северо-восточной части области в 23 км к северу от Демидова, в 14 км к западу от Пржевальского.
Входит в состав Баклановского сельского поселения.

## Достопримечательности
Комплекс памятников археологии:
- Курганная группа (21 курган) в 1,5 км к югу от деревни. Насыпаны курганы в VIII – X веках племенами культуры длинных курганов.
- Стоянка эпохи неолита в 1,5 км к югу от деревни, на правой стороне реки Велейка. Использовалась в IV – II тысячелетиях до н.э.
- Городище в 0,8 км к юго-востоку от деревни у края болота. Использовалось днепро-двинскими племенами во второй половине I тысячелетия н.э.
- Селище в 1,5 км к югу от деревни. Использовалось племенами Тушемлинской культуры.